# Faouzi Abdelghani
Faouzi Abdelghani (El Kelâat Es-Sraghna, 13 luglio 1985) è un ex calciatore marocchino, di ruolo attaccante.